# Buckingham (Florida)
Buckingham ist ein census-designated place (CDP) im Lee County im US-Bundesstaat Florida. Das U.S. Census Bureau hat bei der Volkszählung 2020 eine Einwohnerzahl von 4.443 ermittelt.

## Geographie
Buckingham grenzt im Westen direkt an Fort Myers. Die Interstate 75 sowie die Florida State Road 80 führen unweit am CDP vorbei. Tampa befindet sich 200 km und Miami 230 km entfernt.

## Demographische Daten
Laut der Volkszählung 2010 verteilten sich die damaligen 4036 Einwohner auf 1705 Haushalte. Die Bevölkerungsdichte lag bei 82,2 Einw./km². 91,5 % der Bevölkerung bezeichneten sich als Weiße, 3,5 % als Afroamerikaner, 0,1 % als Indianer und 0,5 % als Asian Americans. 2,4 % gaben die Angehörigkeit zu einer anderen Ethnie und 2,0 % zu mehreren Ethnien an. 10,1 % der Bevölkerung bestand aus Hispanics oder Latinos.
Im Jahr 2010 lebten in 34,4 % aller Haushalte Kinder unter 18 Jahren sowie 25,3 % aller Haushalte Personen mit mindestens 65 Jahren. 76,5 % der Haushalte waren Familienhaushalte (bestehend aus verheirateten Paaren mit oder ohne Nachkommen bzw. einem Elternteil mit Nachkomme). Die durchschnittliche Größe eines Haushalts lag bei 2,71 Personen und die durchschnittliche Familiengröße bei 3,01 Personen.
24,9 % der Bevölkerung waren jünger als 20 Jahre, 20,6 % waren 20 bis 39 Jahre alt, 35,2 % waren 40 bis 59 Jahre alt und 19,1 % waren mindestens 60 Jahre alt. Das mittlere Alter betrug 43 Jahre. 50,9 % der Bevölkerung waren männlich und 49,1 % weiblich.
Das durchschnittliche Jahreseinkommen lag bei 75.063 $, dabei lebten 3,3 % der Bevölkerung unter der Armutsgrenze.
Im Jahr 2000 war Englisch die Muttersprache von 93,54 % der Bevölkerung und Spanisch sprachen 6,46 %.

## Sehenswürdigkeiten
Am 17. Februar 1989 wurde die Buckingham School in das National Register of Historic Places eingetragen.